# Verbesina hastata
Verbesina hastata là một loài thực vật có hoa trong họ Cúc. Loài này được (Kellogg) Kellogg ex Curran miêu tả khoa học đầu tiên năm 1885.